# Karl Rigal
Karl Rigal (* 2. Februar 1888 in Wien; † 29. Juli 1957 ebenda) war ein österreichischer Fabriksdirektor  und  Politiker. Rigal war Abgeordneter zum Burgenländischen Landtag.

## Leben
Rigal wurde als Sohn des Abteilungsleiters des Bankvereins Albert Rigal aus Wien geboren. Rigal besuchte die Volks- und Handelsschule in Wien und war als Kaufmann tätig.
Er arbeitete ab 1926 als Direktor der Zuckerfabrik in Hirm und wurde 1934 zum Kommerzialrat ernannt.
Rigal war verheiratet.

## Politik
Rigal war von 1934 bis 1938 Kammerrat der Burgenländischen Landwirtschaftskammer. Rigal vertrat den Stand „Land- und Forstwirtschaft“ ab dem 11. November 1934 bis zur Auflösung des Landtages am 12. März 1938 im Landtag.